# Margarita Solovjeva
Margarita Nikolajevna Solovjeva (Russisch: Маргарита Николаевна Соловьева; meisjesnaam: Реутова; Reoetova) (28 mei 1924) was een basketbalspeler die speelde voor verschillende damesteams in de Sovjet-Unie. Ze werd Meester in de sport van de Sovjet-Unie.

## Carrière
Solovjeva begon haar carrière bij Stroitel Moskou in 1945. Met deze club werd ze één keer Landskampioen van de Sovjet-Unie in 1952. In 1946 wed ze tweede. In 1953 verhuisde ze naar MAI Moskou. Ze werd één keer tweede in 1953. In 1953 stopte ze met basketbal.

## Erelijst
- Landskampioen Sovjet-Unie: 1
  - Winnaar: 1952
  - Tweede: 1946, 1953